# Hugo Loersch

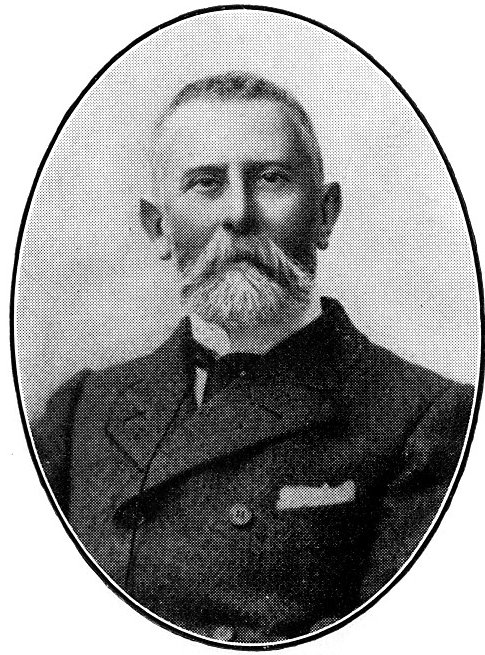
Hugo Loersch

Hugo Loersch (* 20. Juli 1840 in Aachen; † 10. Mai 1907 in Bonn) war ein deutscher Rechtshistoriker und Denkmalpfleger.

## Leben und Wirken
Der Sohn des Tuchfabrikanten Eduard Loersch und der Johanna Quadflieg besuchte das Kollegium St. Michel in Brüssel und das Königliche Gymnasium zu Aachen und erhielt darüber hinaus noch intensiven Privatunterricht. Nach dem Abitur im Jahre 1857 studierte er Jura an der Universität Heidelberg und Rechtsgeschichte an der Universität Bonn, wo er mit dem Thema De ortu et incremento superioritatis territorialis in comitatu Juliacensi (Die Entstehung der Landesherrschaft in der Grafschaft Jülich) am 17. März 1862 zum Doktor beider Rechte promovierte. Anschließend studierte Loersch noch Staatswissenschaften, Mediävistik und Geschichte des Altertums an der Universität Göttingen bei Georg Waitz und an der Universität Berlin bei Leopold von Ranke (1795–1886) sowie Paläographie bei Philipp Jaffé, ebenfalls in Berlin. In dieser Zeit pflegte Loersch intensive und wissenschaftlich befruchtende Freundschaften mit dem Rechtshistoriker Richard Schröder, mit welchem er später gemeinsam mehrere Werke herausgab, sowie mit dem Kirchenrechtler Johann Friedrich von Schulte und dem Historiker Alfred Dove (1844–1916).
Nach dieser Studienzeit wurde Loersch von 1863 bis 1870 in den preußischen Justizdienst übernommen, wobei er zunächst in Berlin die verschiedenen Abteilungen der Berliner Gerichte durchlief. Nach der Zweiten Staatsprüfung am 25. Juni 1865 fand er im selben Jahr die Zeit, sich anschließend in Bonn mit einem Thema des Rheinischen Rechts, welches im linksrheinischen Preußen weitestgehend aus der Übernahme und Fortführung des Code civil bestand, zu habilitieren, nachdem er zwischenzeitlich noch ein drittes Examen in Kriminalrecht in Berlin absolviert hatte.
Am 13. Juni 1873 erfolgte schließlich seine Berufung zum außerordentlichen und am 25. März 1875 zum ordentlichen Professor für Preußisches und Französisches Zivilrecht an der Universität Bonn. In dieser Zeit zählten unter anderen der künftige preußische König Wilhelm II. und Friedrich II. von Baden zu seinen erlauchten Schülern. Diese guten Referenzen bewirkten am 25. Dezember 1888 die Beförderung Loerschs zum Geheimen Justizrat sowie am 4. Juni 1891 seine Ernennung zum Kronsyndikus und damit automatisch zum lebenslangen Mitglied des Preußischen Herrenhauses.

## Mitgliedschaft in Vereinen und Institutionen

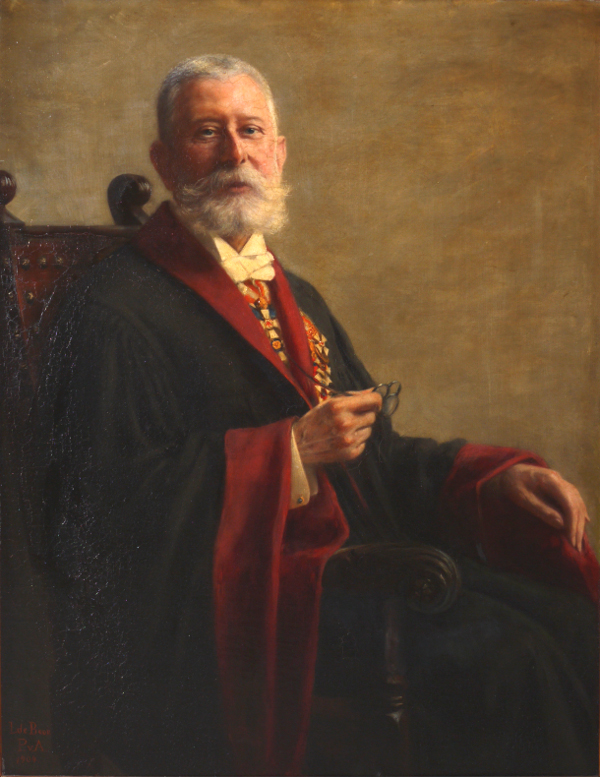
Hugo Loersch, 1904

Neben seiner Tätigkeit im Justizdienst und seiner Lehrtätigkeit war Hugo Loersch Mitglied und Förderer mehrerer Fachvereine und Gesellschaften. So war er bereits ab 1862 Mitglied beim historischen Verein für den Niederrhein, in dessen Vorstand er mehrere Jahrzehnte lang gewählt wurde. Ebenso gehörte er im Jahre 1879 zu den Gründungsmitgliedern des Aachener Geschichtsvereins, bei dem er zunächst stellvertretender Vorsitzender unter seinem Freund und Förderer Alfred von Reumont (1808–1887) wurde und dessen Leitung des Vereins er ab 1886 übernahm und bis zu seinem Tode weiterführte. Weiterhin zählte Loersch im Jahr 1881 gemeinsam mit Karl Lamprecht (1856–1915), Gustav von Mevissen (1815–1899) und Anderen zu den Initiatoren und Gründungsmitgliedern der Gesellschaft für rheinische Geschichtsforschung.
Seiner Neigung zur Rechtsarchäologie entsprechend war Loersch Mitglied der Provinzialkommission für Denkmalpflege in der Rheinprovinz, Vorstandsmitglied in der Kommission für rheinische Provinzialmuseen, 1899 bis 1906 Vorsitzender des Deutschen Denkmalpflegetages sowie Gründungs- und Vorstandsmitglied des Rheinischen Vereins für Denkmalpflege und Heimatschutz. Darüber hinaus wurde er zum Ehrenmitglied in mehreren rheinischen, luxemburgischen und französischen historischen und archäologischen Gesellschaften ernannt.
Hugo Loersch war seit 1866 mit Helene Reichensperger, der Tochter des Obertribunalrates Peter Reichensperger (1810–1892) und Nichte von dessen Bruder August Reichensperger (1808–1895) verheiratet, mit der zusammen er eine Tochter hatte.

## Schriften (Auswahl)
Zu einem seiner ersten Hauptwerke zählte zweifellos die Sammlung Achener Rechtsdenkmäler aus dem 13., 14. und 15. Jahrhundert, in der er ganz im Sinne des Historismus durch Einbeziehung von Quellen und Publikationen unter anderem von Christian Quix (1773–1844), Josef Laurent (1806–1867), Friedrich Haagen (1806–1879), Theodor Joseph Lacomblet (1789–1866) und Anderen einen Beitrag zur allgemeinen Geschichte und dabei vor allem zur Geschichte des späten Mittelalters leistete. Dieses Werk zählte zu einer Musterleistung rechtshistorischer Editionsarbeit.
Ein weiteres Hauptwerk war seine Arbeit Der Ingelheimer Oberhof, welche dadurch entstanden war, dass Loersch ursprünglich über den Aachener Oberhof eine Arbeit schreiben wollte, aber auf Grund fehlender oder mangelhafter Quellen bedingt durch den großen Stadtbrand von 1656 seine vergleichenden Forschungen in Ingelheim tätigen musste. Hier gab es in der Geschichte gewisse Parallelen, da Ingelheim wie Aachen ebenfalls Pfalzstadt Karls des Großen (747–814) war und bereits seit dem 14. Jahrhundert nachweislich über einen kaiserlichen Oberhof verfügte, dessen lange verschollenes Archiv Loersch im Jahre 1870 bei seinen Recherchen unter anderem im Speicher des alten Ober-Ingelheimer Rathauses, im Britischen Museum in London sowie in Darmstadt entdeckt hatte und mit dem Nachlass des Historikers Johann Friedrich Böhmer (1795–1863) verknüpfte und ergänzte. Hierbei war es sein Ziel unter anderem auch die fränkische Organisation des späten Mittelalters zu erfassen, wobei alleine die Einleitung zu dem Gesamtwerk ein Buch für sich ergab. In Gedenken an seine Zeit in Ingelheim und seine Arbeit für den Oberhof wurde ihm zu Ehren dort eine Straße nach ihm benannt.
In einem dritten Hauptwerk widmete sich Loersch der Sozial- und Wirtschaftsgeschichte, wobei er hierbei unter anderem Quellen rheinischer Weistümer erforschte, diese archivierte und edierte. So entstand die Vorbereitung der Weistümer des Kurfürstentum Trier, dessen ersten Band er dem Kaiser widmete. Weitere Bände hierzu stellte er mit Wilhelm Crecelius (1828–1889) und Karl Lamprecht zusammen, die schließlich von diesen 1883 herausgegeben wurden.
Zahlreiche weitere Werke, Berichte in Fachzeitungen und umfangreiche Sammlungen aus der lokalen, rheinischen und deutschen Geschichte und Rechtsgeschichte sowie der Denkmalpflege runden das Bild eines überdurchschnittlich begabten und engagierten Mannes ab.
Weitere Auswahl:
- De ortu et incremento superioritatis territorialis in comitatu Iuliacensi usque ad a. MCCCLVI quo Guilelmus V ducatus dignitatem adeptus est. 1862.
- Achener Rechtsdenkmäler aus dem 13., 14. und 15. Jahrhundert. 1871.
- Urkunden zur Geschichte des deutschen Privatrechtes. 1874.
- Aachener Urkunden aus dem 13., 14. u. 15. Jahrhundert. 1879.
- Urkunden zur Geschichte des deutschen Rechtes. 1881.
- Der Ingelheimer Oberhof. Adolph Marcus, Bonn 1885 (Digitalisat der Universitätsbibliothek Frankfurt am Main)
- mit Gerhard Rauschen: Die Legende Karls des Grossen im 11. und 12. Jahrhundert. 1890.
- Das französische Gesetz vom 30. März 1887. 1897.
- Die Weistümer des Kurfürstentums Trier I, Oberamt Boppard, Hauptstadt und Amt Koblenz, Amt Bergpflege. 1900.

Den größten Teil seiner Aufzeichnungen, Sammlungen und Werke vermachte Loersch nach seinem Tod im Jahre 1907 der Stadtbibliothek Aachen.